# Catalogna
La Catalogna (AFI: /kataˈloɲɲa/; in catalano: Catalunya, /kətəˈɫuɲə/; in spagnolo: Cataluña, /kataˈluɲa/; in occitano: Catalonha, /kataˈluɲɔ/) è una comunità autonoma spagnola situata all'estremità nord-orientale della Penisola iberica, tra i Pirenei e il Mediterraneo. Copre un'area di 32 108,2 km² e ha una popolazione di 7 543 825 abitanti. È composta da quattro province, Barcellona, Gerona, Lleida e Tarragona, e il suo capoluogo è la città di Barcellona. Confina a nord con la Francia (regione Occitania, da cui è separata dalla catena dei Pirenei) e Andorra, a ovest con l'Aragona, ad est con il mar Mediterraneo, e a sud con la Comunità Valenciana.
Si dichiara nazione nel preambolo del proprio statuto di autonomia del 2006, di cui successivamente vari articoli furono dichiarati incostituzionali dalla Corte costituzionale con sentenza motivata del 2010, ed è costituzionalmente riconosciuta come nazionalità; una parte dei votanti catalani esprime rivendicazioni indipendentistiche derivanti da proprie peculiarità linguistiche, culturali ed economiche. Costituisce inoltre il più esteso e popolato dei territori catalanofoni noti, anche in virtù di connotazioni politiche, come paesi catalani.

## Denominazione
Il nome "Catalogna", in quanto tale, cominciò a essere utilizzato alla metà del XII secolo per designare l'insieme di contee che formavano la Marca Ispanica e che si erano svincolate, gradualmente, dalla tutela franca fino a divenire sovrane. L'origine della parola "Catalogna" è ancora incerta e aperta a diverse interpretazioni.
- Una teoria afferma che essa significhi "terra di castelli", in riferimento ai numerosi castelli eretti nell'Alto Medioevo.[7] In particolare, la parola "catalano" si sarebbe sviluppata da castlà (castellano, il governatore di un castello).[8] Secondo questa teoria, i termini "catalano" e "castigliano" sarebbero fondamentalmente omologhi.
- Un'altra teoria suggerisce che la parola derivi da Gothland, la "terra dei Goti", in riferimento alle popolazioni visigote che si stabilirono in quest'area nell'Alto Medioevo. Di fatto, i Franchi spesso chiamavano "Gotia" il territorio catalano (o addirittura tutta la penisola iberica). Addirittura vi fu chi propose di trovare un'etimologia del nome Catalogna a partire da una falsa parola latina Gothalaunia, in cui sarebbero riconoscibili i nomi di due delle etnie che si succedettero nella zona, gli Alani e, appunto, i Goti. Tuttavia che si tratti di una paraetimologia lo dimostrano gli studi specialistici riguardanti l'espressione in lingua gotica Landahlauts ('lotti[9] terrieri', cioè i "feudi" attribuiti a discrezione dal sovrano visigoto ai suoi nobili).[10] Gli Arabi avrebbero aggiunto al termine che avevano ascoltato il loro articolo determinativo "al" all'aggettivo dell'espressione "bilād al-landahlautsiyya" (paese dei feudi gotici) che si semplificò rapidamente in "bilād al-andalusiyya", dando infine origine al toponimo "al-Andalus".
- L'arabista catalano Joan Vernet identificò come primo possibile testimone del nome della Catalogna il cronista e geografo musulmano al-'Udrī, che nella sua opera Tarsi al-akhbār parla di Qa Talunya, contrazione di Qal'at Talunya ("il castello di Talunya", una località situata a metà strada da Lleida a Huesca, nei pressi dell'attuale Monzón). Secondo questa ipotesi, gli arabi avrebbero designato gli abitanti della Marca Ispanica come «quelli che vivono al di là di Qa Talunya». L'origine araba, forse a partire da un toponimo ibero, potrebbe spiegare la mancanza di corrispondenza esatta tra il gentilizio català e il toponimo Catalunya.[11]
- Altre teorie suggeriscono che la parola provenga da un mitico principe alemanno, Otgero Cataló, oppure dalla parola Lacetani, il nome di una tribù che abitava le terre che oggi sono il Vallès Occidentale e l'Orientale e il Barcelonès, che per una metatesi abbastanza frequente nelle lingue romanze si sarebbe evoluta in katelani e da qui a catalans.[12]

Il Principato di Catalogna (in catalano: Principat de Catalunya) è un termine giuridico che apparve soltanto nel XIV secolo per indicare l'entità politica soggetta alla giurisdizione delle Corts Catalanes ("Corti Catalane", il parlamento catalano originale), il cui sovrano (in latino princeps) era il conte di Barcellona, che dal 1164 ebbe anche il titolo di re d'Aragona. Anche senza essere formalmente un regno, il Principato era uno stato giuridicamente e istituzionalmente alla pari con il resto degli stati che componevano la Corona d'Aragona (i regni di Aragona, Maiorca e Valencia, tra gli altri), il cui unico legame comune era la figura del monarca. Benché il Principato fosse confederato sotto la Corona d'Aragona, e questa venne in seguito annessa al Regno di Spagna nel XVIII secolo (tranne una sua porzione, il territorio conosciuto attualmente come Catalogna del Nord, che venne ceduto alla Francia), il termine Principat continua a essere utilizzato anche oggi, informalmente, per designare le quattro province di lingua catalana che costituiscono la "Comunità Autonoma" di Catalogna (Barcellona, Gerona, Tarragona e Lleida).
Il nome ufficiale dell'istituzione di governo autonomo della Catalogna (formato dal consiglio esecutivo, dal parlamento e dal presidente) è Generalitat de Catalunya in catalano. Alcuni applicano scorrettamente questo nome soltanto al consiglio, come se fosse la stessa cosa del gabinetto di governo. Generalitat de Catalunya, invece, designa tutto il sistema istituzionale di autogoverno catalano (all'interno dello Stato spagnolo ma non sotto l'autorità diretta del governo centrale di Madrid).

## Catalogna e Paesi catalani
La Catalogna costituisce il nucleo originale e la parte di territorio più importante ed estesa in cui è parlata la lingua catalana. L'unica zona della Catalogna linguisticamente non catalana è la Val d'Aran, nei Pirenei, a ridosso della frontiera francese. In tale territorio (9 000 abitanti circa) viene infatti parlato l'aranese, un dialetto dell'occitano riconosciuto ufficialmente (e tutelato) dal governo regionale catalano, la Generalitat de Catalunya. La regione storica della Catalogna comprende anche la Catalogna settentrionale (in catalano: Catalunya Nord: Rossiglione, Cerdagna, Conflent, Capcir e Vallespir), passata alla Francia già nel 1659 e oggi coincidente con gran parte del dipartimento dei Pirenei Orientali, che ha come capoluogo Perpignano.
Le Isole Baleari, Andorra, la Comunità Valenciana e la Frangia d'Aragona (in catalano Franja de Ponent o Franja d'Aragó) condividono la lingua catalana. All'insieme di questi territori di lingua e cultura catalana (la Catalogna attuale, il Rossiglione, il Paese Valenciano, le Baleari, la Franja de Ponent dell'Aragona e la città di Alghero in Sardegna) ci si riferisce spesso con il termine di Paesi catalani (in catalano: Països Catalans), di cui il Principato di Catalogna costituisce per popolazione ed estensione l'entità maggiore.

## Storia

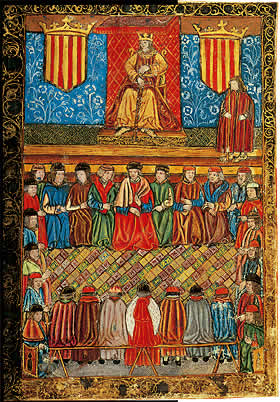
Miniatura all'incirca del XV secolo delle Corti catalane

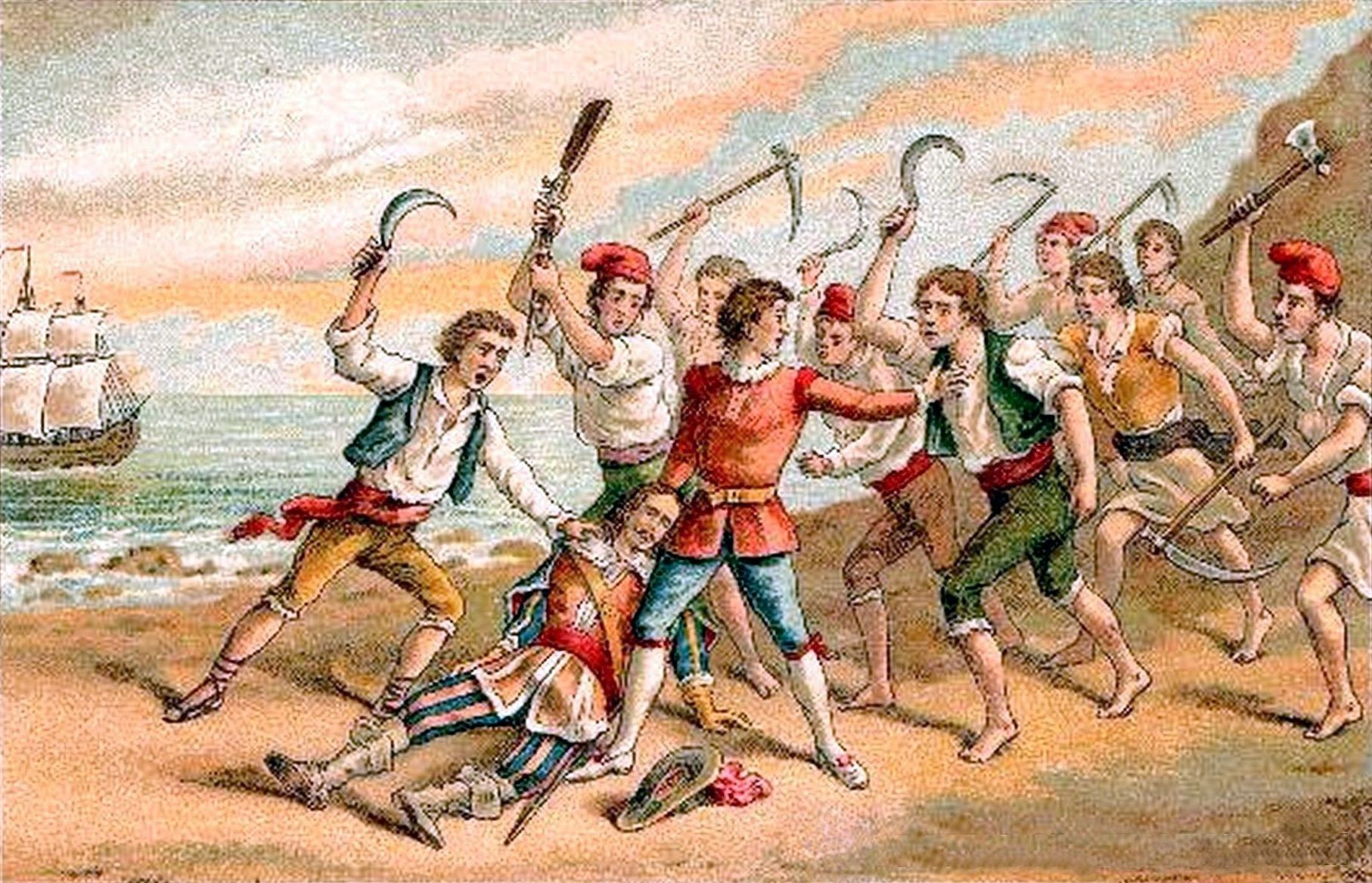
Corpus di sangue (1640)

Abitata fin dal Paleolitico, la Catalogna fu occupata da colonie greche, cartaginesi e poi divenne parte dell'Impero romano. Caduto l'Impero romano, la regione fu occupata dai visigoti e poi divenne territorio di al-Andalus, il nome con il quale gli arabi musulmani chiamavano la parte della Penisola iberica che avevano conquistato.
La Catalogna fu occupata dai Franchi e fu durante la dominazione carolingia che si sviluppò una cultura catalana, sotto l'egemonia della Contea di Barcellona, di fatto indipendente dal X secolo. Con il matrimonio tra Raimondo Berengario IV di Barcellona e Petronilla di Aragona la contea di Barcellona si unì dinasticamente al Regno di Aragona, per cui la Catalogna divenne la base navale della Corona d'Aragona, mentre la Contea di Barcellona e le altre contee catalane adottarono un'entità politica comune conosciuta come Principato di Catalogna, che sviluppò un sistema istituzionale (Corts, Costituzioni, Generalitat) che limitava il potere reale. L'espansione della Corona d'Aragona raggiunse il suo massimo tra il XIII e il XIV, quando divenne uno degli stati più potenti d'Europa estendendo il suo dominio fino alle isole italiane.
Il secondo quarto del XIV secolo vide cambiamenti cruciali per la Catalogna, segnati da una successione di catastrofi naturali, crisi demografiche, stagnazione e declino dell'economia catalana e l'aumento delle tensioni sociali.
Attraverso matrimoni, il principato di Catalogna si unificò alla Corona d'Aragona e poi a quella di Castiglia. La Spagna cominciò la politica coloniale con la scoperta dell'America e il potere politico si spostò verso la Castiglia. Le tensioni tra le istituzioni catalane e la monarchia, insieme alla crisi economica e alle rivolte dei contadini causarono conflitti, come la guerra dei mietitori (1640-1652). Tuttavia, fino all'avvento della dinastia dei Borboni, con la Guerra di successione spagnola, alla Catalogna rimase una certa indipendenza politica e leggi proprie. Durante la stessa guerra la Catalogna appoggiò le pretese del membro del ramo austriaco degli Asburgo. Con la sconfitta delle truppe catalane, il nuovo re Filippo V, decretò la fine delle principali istituzioni politiche catalane, e di tutte le strutture territoriali, tra cui la corona di Aragona e quindi il principato di Catalogna.
Nel corso del XVIII secolo, la Catalogna sperimentò una crescita economica significativa, aiutata alla fine del secolo dalla fine del commercio monopolistico tra Castiglia e colonie americane. L'occupazione napoleonica, come in buona parte d'Europa, portò un periodo turbolento, sia dal punto di vista politico sia da quello economico, con una notevole industrializzazione nel secondo terzo del secolo.
Fino alla Seconda Repubblica spagnola, la Catalogna recuperò e riperse vari gradi di autonomia dal potere centrale, tra cui il recupero dell'uso ufficiale della sua lingua. La guerra civile del 1936-1939, che portò alla fine della Repubblica e all'avvento di Francisco Franco, cancellò nuovamente l'autonomia della Catalogna, al punto che il catalano fu dichiarato illegale. Dopo la morte di Franco, la Catalogna votò favorevolmente per la nuova Costituzione e divenne una delle Comunità Autonome all'interno della Spagna.
La forte spinta identitaria dei catalani, tuttavia, non trovò una risposta né durante la transizione democratica, né nei decenni successivi, tanto che ancora oggi è causa di frizioni con il governo centrale.

### Indipendentismo

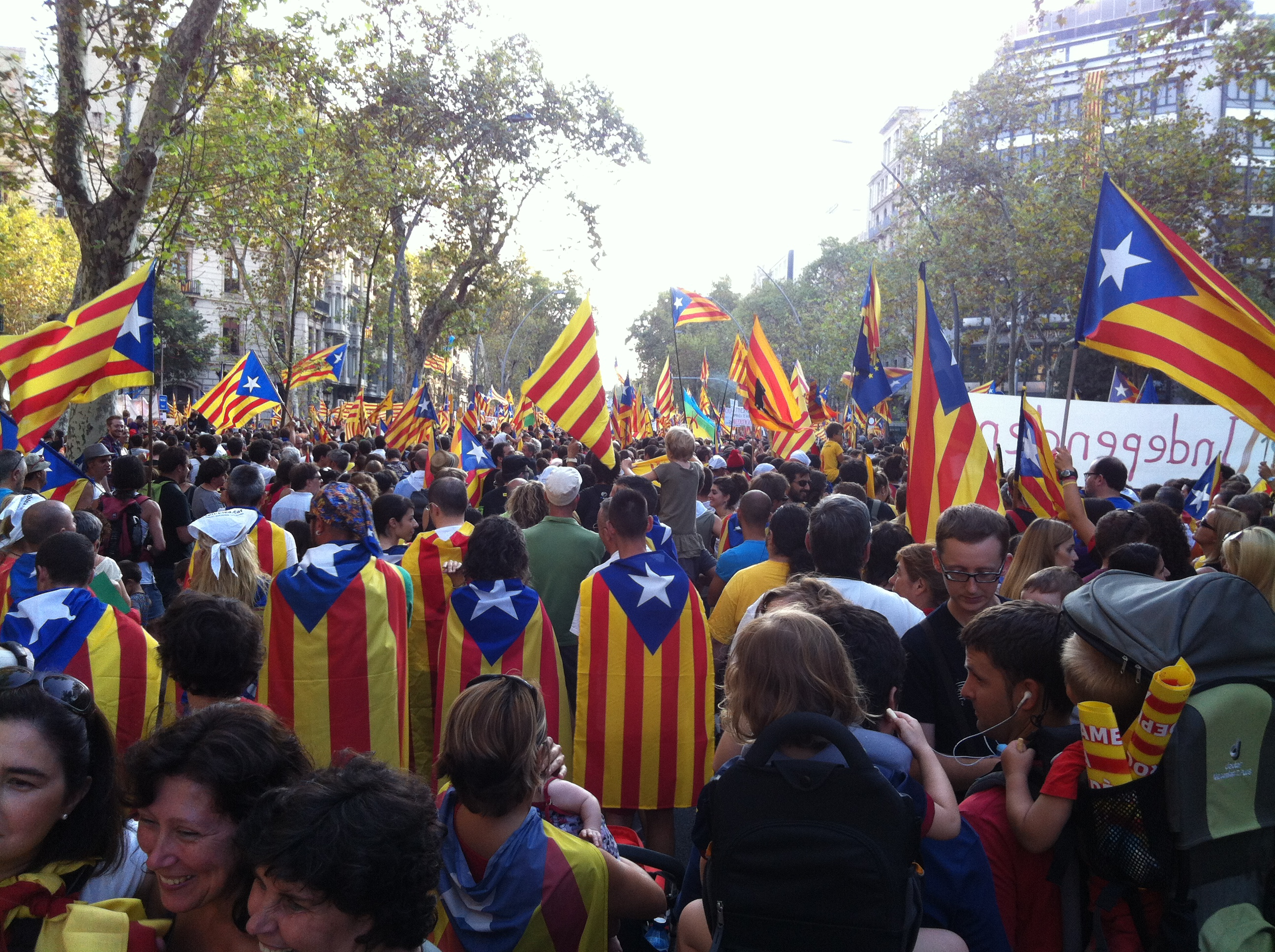
Proteste indipendentiste nel 2012

Dalla fine del XIX secolo si è organizzato un movimento politico di autodeterminazione catalano, inizialmente rivendicando una semplice autonomia per la regione per poi passare ad una più radicale posizione indipendentista.
Un tentativo di proclamazione della Repubblica Catalana indipendente ebbe luogo negli anni venti, ma fu prontamente stroncato dal regime di destra condotto dal dittatore spagnolo Miguel Primo de Rivera. Alla caduta della monarchia nel 1931, anche se vi fu un notevole indebolimento del potere centrale le manifestazioni furono pressoché nulle, si osservò infatti un riavvicinamento al governo nazionale. Durante la guerra civile, la Catalogna sostenne fino allo sfinimento le forze repubblicane, per paura di un altro regime totalitario. La sconfitta fu pesantissima, con gravi danni economici e sociali: l'uso e l'insegnamento del catalano furono infatti vietati dal dittatore Francisco Franco.
Uscita nel 1975 dalla dittatura, la Catalogna attuò una politica di forte collaborazione con il governo per poter cogliere ogni occasione di ripresa dopo il franchismo: per oltre trent'anni non si parlò quasi più di indipendenza. Nei primi anni 2000 risorsero alcuni partiti indipendentisti che crebbero sempre di più, arrivando a conquistare la maggioranza assoluta dei seggi regionali nel 2015, ma non dei voti. Nel novembre del 2014 si è poi tenuta una "consultazione non referendaria" sull'indipendenza della Catalogna. A tale consultazione, patrocinata dal governo regionale catalano, non è stata riconosciuta alcuna validità dal governo centrale spagnolo, forte della Costituzione del 1978 che ribadisce l'unità ed indivisibilità della Spagna. Il risultato della consultazione ha visto la netta affermazione dell'opzione indipendentista (con l'80% dei voti a favore), ma è stato fortemente viziato da una partecipazione al voto inferiore al 35%.
Il 1º ottobre 2017 si è tenuto un referendum per l'indipendenza, preventivamente dichiarato illegale con sentenza unanime dalla Corte Costituzionale spagnola e come tale non è stato riconosciuto dal Governo centrale, che ha ordinato l'intervento delle forze di polizia per impedirne lo svolgimento. Con un'affluenza di circa il 43%, il "sì" ha ottenuto oltre il 90% dei voti (secondo i dati del governo regionale catalano, senza controllo da parte di un'autorità indipendente). Il successivo 10 ottobre, il governo della comunità autonoma ha dichiarato unilateralmente la costituzione di uno stato repubblicano indipendente di Catalogna, approvando il 27 ottobre, nel Parlamento catalano, una risoluzione per dichiararlo. In risposta il Senato spagnolo ha commissariato la Comunità Autonoma con l'applicazione dell'art.155 della Costituzione. In conseguenza, il Parlamento catalano è stato sciolto e il presidente Carles Puigdemont destituito, il che lo ha spinto a rifugiarsi in Belgio per evitare l'arresto.
Il 21 dicembre 2017, in seguito alle elezioni regionali per il Parlamento catalano, l'insieme dei partiti indipendentisti ha raggiunto la maggioranza assoluta dei seggi (70 su 135), ma non dei voti (47,32%); il partito unionista Ciudadanos è tuttavia risultato il primo partito, con 36 seggi e 1 109 732 voti.
Il 14 febbraio 2021, nelle elezioni anticipate per il Parlamento regionale, l'insieme dei partiti indipendentisti raggiunge nella storia spagnola post-franchista il maggior numero di seggi in parlamento (74 su 135) e di voti in percentuale (50,9%), arrivando per la prima volta alla maggioranza assoluta dei votanti.

## Geografia fisica

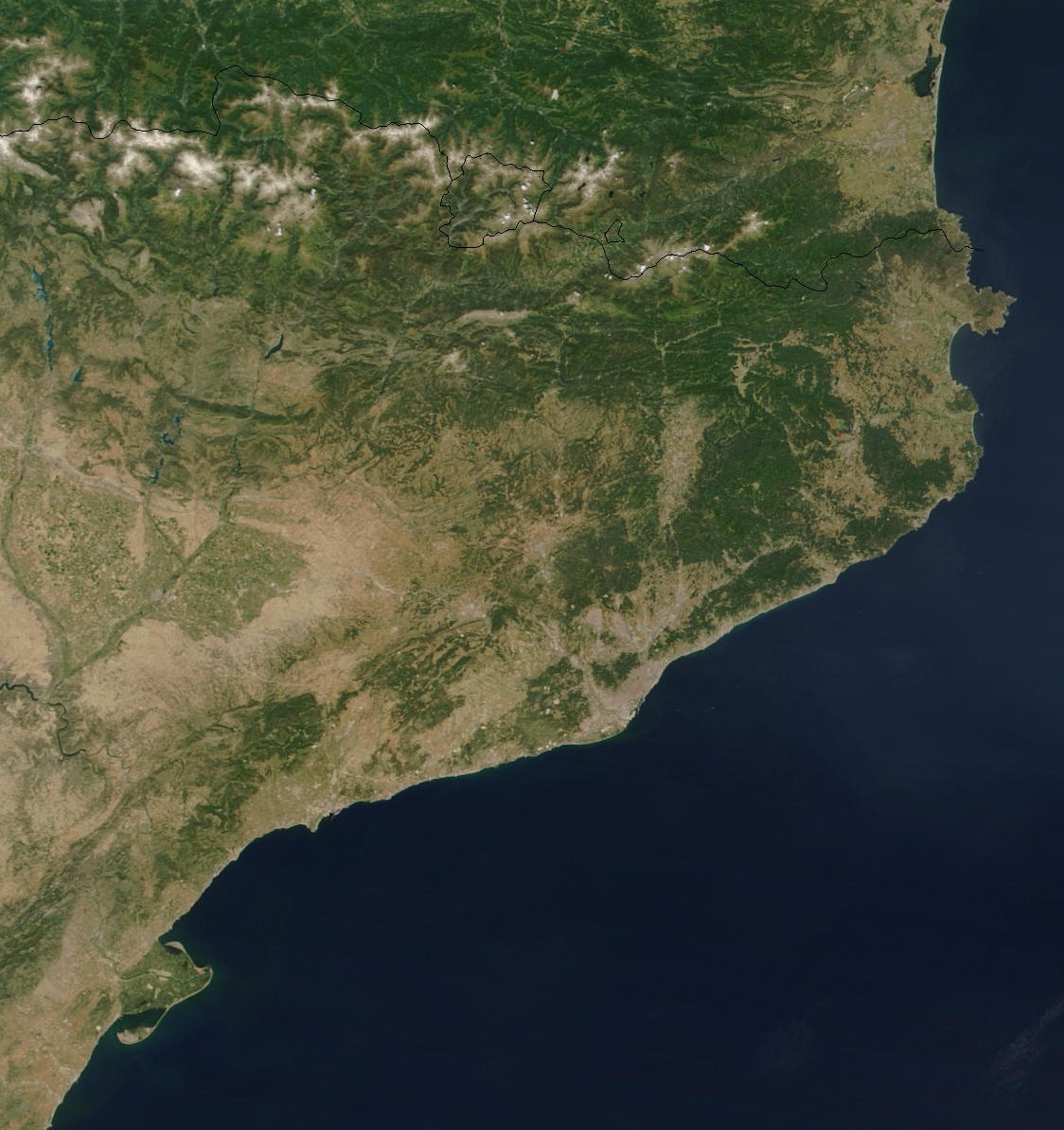
Immagine della Catalogna dal satellite

La Catalogna ha una superficie di oltre 32 000 km². Confina a nord con Andorra (per 65,3 km) e la Francia (dipartimento dei Pirenei Orientali) (per 315 km), a ovest con l'Aragona (per 359,9 km), a sud con il Paese Valenzano (per 52,9 km), mentre a est si affaccia sul Mar Mediterraneo. La sua posizione geografica ha favorito, fin dai tempi medievali, una relazione stretta e intensa con gli altri paesi mediterranei e allo stesso tempo con l'Europa continentale.
All'incirca il 28,7% del suolo della Catalogna è dedicato alle coltivazioni; il 15,7% sono prati e pascoli, l'1% è occupato da fiumi, il 43,4% da boschi, il 6,7% da aree urbane o urbanizzabili, e il 4,6% da altre attività non specificate nelle statistiche ufficiali.

### Topografia
La Catalogna ha una diversità geografica molto marcata, tenendo conto della superficie relativamente piccola del suo territorio. La geografia è condizionata dal litorale mediterraneo, con 580 km di costa, e dai grandi rilievi dei Pirenei a nord. L'orografia catalana presenta, a grandi tratti, tre unità morfostrutturali generali:
- i Pirenei: la formazione montagnosa che connette la penisola iberica con il territorio continentale europeo, situato nel nord della Catalogna;
- il Sistema Mediterraneo Catalano, o Serralades Costaneres Catalanes ("Catene Costiere Catalane"): una alternanza di rilievi e di pianure parallele alla costa mediterranea;
- la Depressione Centrale Catalana: una unità strutturale che configura il settore orientale della Valle dell'Ebro.

| Pireneo catalano Prepirineus Depressione Centrale Piccole interruzioni della Depressione Centrale | Serralada Transversal Serralada Prelitoral Serralada Litoral Depressione Litoranea, Prelitoranea e altre pianure costiere |

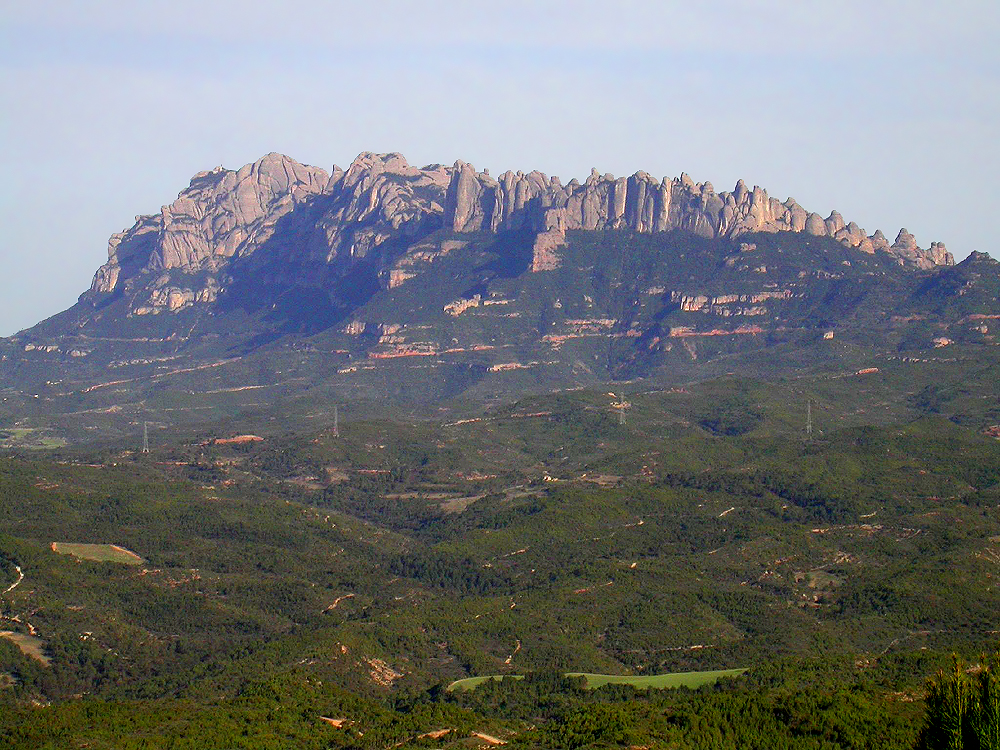
Il Montserrat

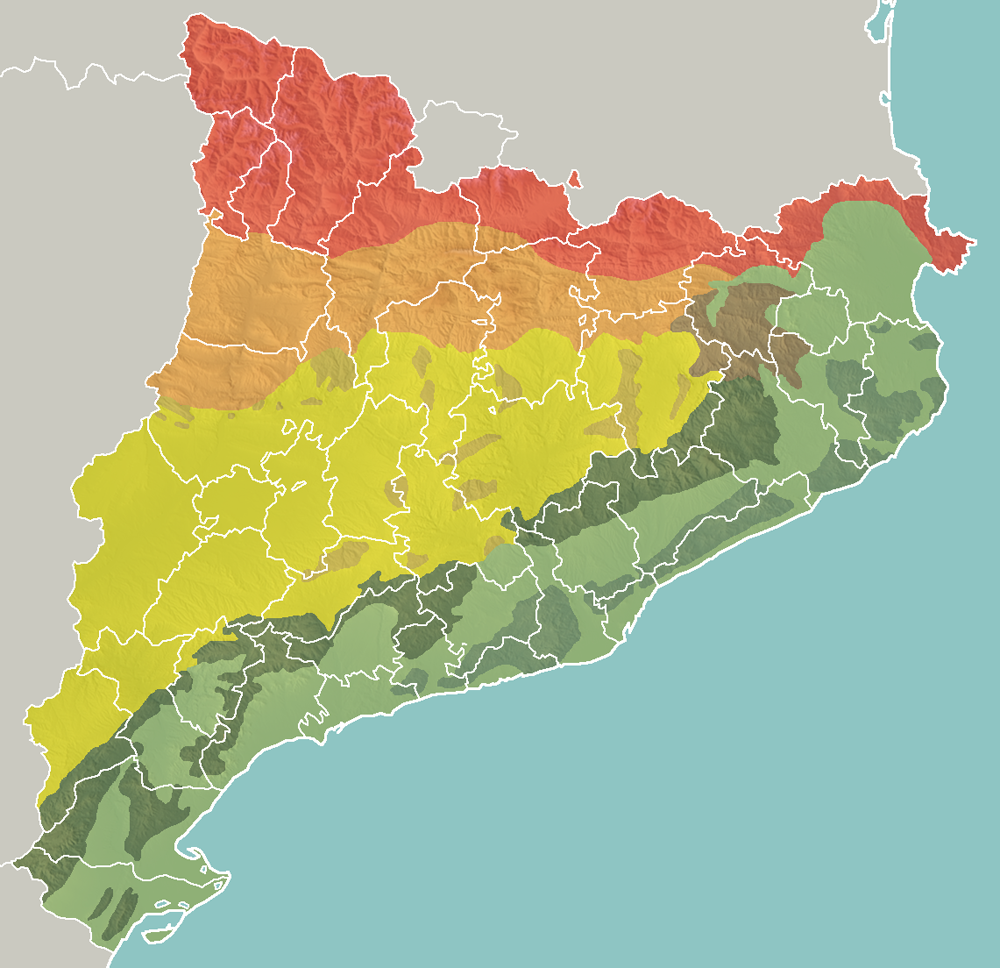
Mappa delle diverse unità morfostrutturali della Catalogna:

I Pirenei catalani rappresentano quasi la metà, in longitudine, di tutti i Pirenei, dal momento che si estendono per più di 200 km. Tradizionalmente si differenzia dai Pirenei propriamente detti (o Pireneu assiale) il cosiddetto Prepirineu, una formazione montagnosa parallele alle catene principali con altitudini minori, pendii meno ripidi, e una formazione geologica differente. L'elevazione più alta della Catalogna, che si trova al nord della comarca del Pallars Sobirà, è il Picco d'Estats con 3 143 m s.l.m., seguito dal Puig Cedrós (2 914 m) e dal Puigmal (2 910 m), entrambi sul confine con la Francia. Nel Prepirineu si possono segnalare diverse catene come la serralada del Cadí o quella di Pedraforca.
Il Sistema Mediterraneo Catalano ha la sua base in due catene più o meno parallele alla costa, con un orientamento da nord-est a sud-ovest. Queste due catene sono denominate Serralada Litoral e Serralada Prelitoral. La Serralada Litoral è di minore estensione e con altitudini minori rispetto alla Serralada Prelitoral (più verso l'interno della penisola), che conta elevazioni più rilevanti come il Massiccio del Montseny o il Montserrat. Della Serralada Litoral fa parte il Massiccio del Montgrí, popolarmente conosciuto come El bisbe mort ("Il vescovo morto", per via del profilo di un vescovo giacente che può esservi riconosciuto). In questo sistema montuoso si trova una serie di pianure, le maggiori delle quali formano la Depressione Litoranea e la Depressione Prelitoranea. La Depressione Litoranea si situa a est della Serralada Prelitoral, fino alla costa. La Depressione Prelitoranea, al contrario, si situa all'interno, tra le due catene, e costituisce la base delle terre pianeggianti del Vallès (diviso nelle comarche del Vallès Oriental e Occidental) e del Penedès. Altre pianure maggiori sono la Depressione della Selva e la Pianura dell'Empordà, rispettivamente nella comarca della Selva e in quelle dell'Alt e Baix Empordà. Infine, il Sistema include anche la Serralada Transversal e il Subpirineu, che sono formazioni tardive a nord della Serralada Prelitoral e a contatto con i Pirenei e il Prepirineu, che originano altitudine moderate e, nel caso della prima delle due, vulcani ormai estinti nell'area della Garrotxa.
La Depressione Centrale Catalana è una pianura situata tra i Pirenei e la Serralada Prelitoral. Le comarche del sud della provincia di Lleida e quelle centrali di Barcellona occupano questo territorio. Le terre della Depressione si situano tra i 200 e i 600 m di altitudine. Il suolo pianeggiante e le acque che discendono dai Pirenei hanno fatto sì che il territorio sia fertile per l'agricoltura; numerosi canali per l'irrigazione vi sono stati costruiti.

### Idrografia

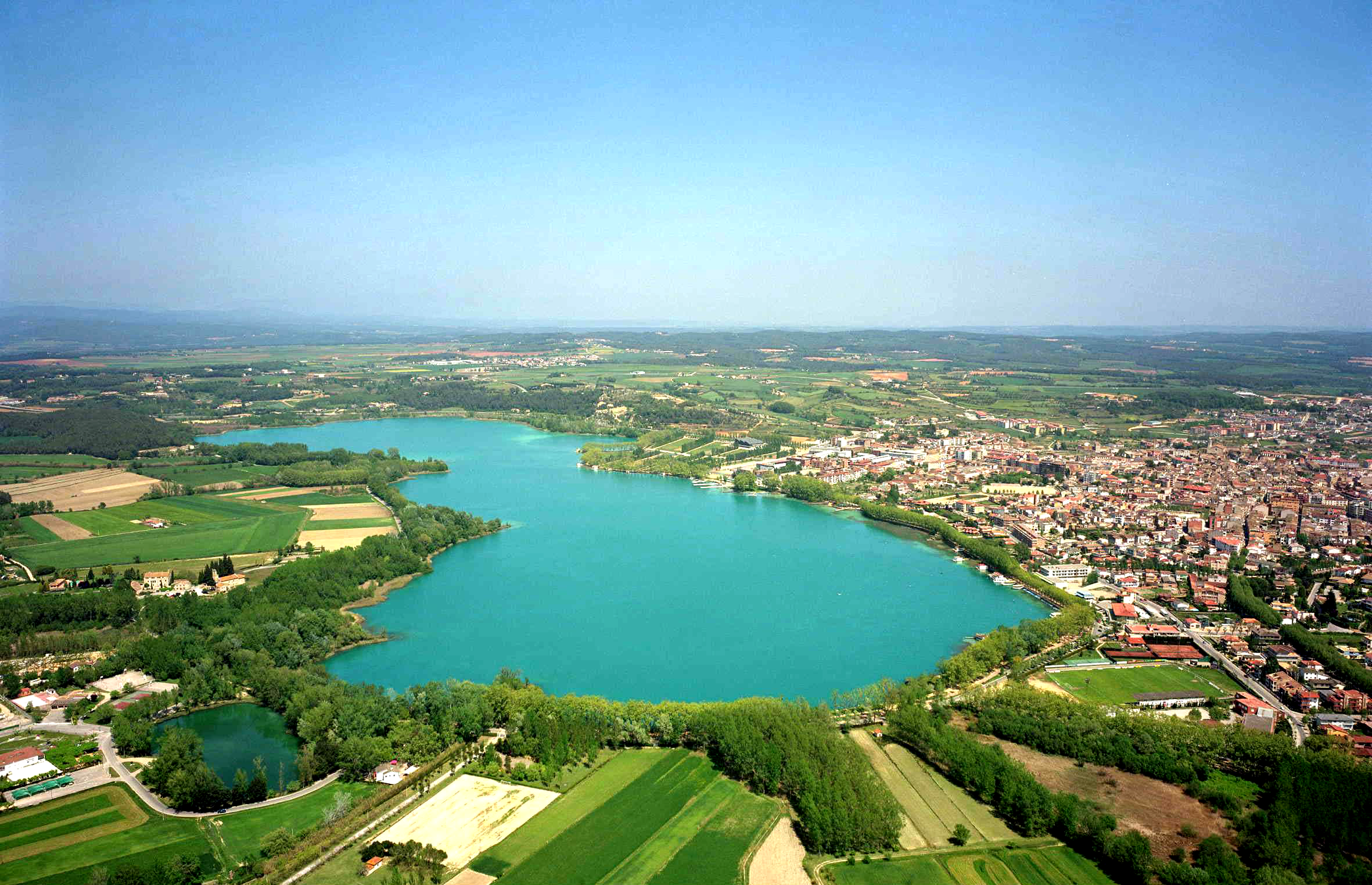
Lago di Banyoles, Pla de l'Estany

Quasi la totalità della Catalogna appartiene al bacino imbrifero mediterraneo. La rete idrografica catalana è formata da due bacini idrografici importanti, quello dell'Ebro e il sistema di bacini interni della Catalogna, che si riversano tutti nel Mediterraneo. Esiste inoltre il bacino della Garonna che sbocca nell'Oceano Atlantico, ma che insiste soltanto su un 1,73% del territorio catalano (nella Val d'Aran).
La rete idrografica si può dividere in due settori, un versante occidentale o dell'Ebro e un versante orientale formato da corsi d'acqua minori che sboccano nel Mediterraneo lungo il litorale catalano. Il primo ha una portata di 18 700 hm³/anno, il secondo di 2 020 hm³/anno. La differenza è dovuta alla grande portata dell'Ebro, del quale il Segre è un importante affluente. Tra i fiumi principali della Catalogna si possono citare:
- Fluvià
- Ter
- Llobregat
- Foix
- Francolí
- Gaià
- Ebro e i suoi affluenti: Noguera, Segre, Valira.

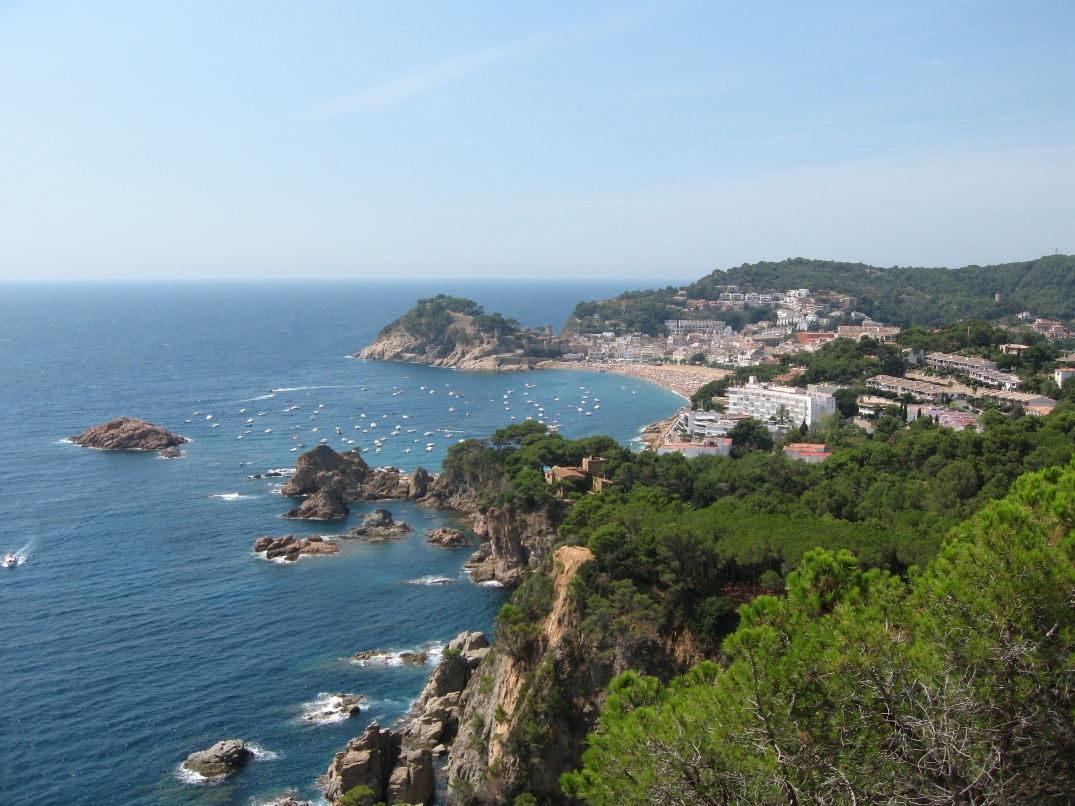
Tossa de Mar, Costa Brava

In Catalogna c'è, inoltre, una relativa abbondanza di acque sotterranee, benché esista anche una certa disuguaglianza tra le diverse comarche, considerando la complessa struttura geologica del territorio.
Nei Pirenei catalani ci sono molti piccoli laghi, resti dell'era glaciale. Il più importante è quello di Banyoles.
La costa catalana è quasi rettilinea, con una lunghezza superiore ai 500 km e con pochi accidenti geografici – i più rilevanti sono il cap de Creus e il golfo di Roses al nord, e il delta fluviale dell'Ebro al sud. La Serralada Litoral si immerge nel mare in due segmenti, uno tra L'Estartit e il centro abitato di Blanes (la Costa Brava), e più al sud nella costa del Garraf (nei pressi di Barcellona).

### Clima
La Catalogna ha un clima mediterraneo secco, tipico della sua latitudine nell'emisfero boreale. Ciononostante, vista la sua topografia tanto variegata, c'è una certa diversità di climi e alcuni tratti particolari. Le temperature medie annuali oscillano dagli 0 °C sui Pirenei fino ai 15 °C sulla costa meridionale. Le temperature massime possono arrivare ai 35 °C (nelle Garrigues), le minime ai –30 °C (sui Pirenei).
Quanto alle precipitazioni, la Catalogna può dividersi in due regioni:
- la Catalogna "umida", formata dai Pirenei, dal Prepirineu, dal Subpirineu e da alcune zone montagnose della Serralada Prelitoral, dove la piovosità è superiore ai 700 mm annui;
- la Catalogna "arida": il resto del territorio, dove la piovosità è inferiore ai 700 mm annui.

Le piogge si concentrano in primavera e autunno. Nella zona costiera le estati sono secche e ci sono piogge primaverili. Nei Pirenei, le precipitazioni sono abbondanti in maggio e giugno, ma le estati, in generale, sono piuttosto umide.
Se si considerano insieme temperature e precipitazioni, la Catalogna può essere divisa in tre grandi ambiti climatici:
- uno di clima alpino (sui Pirenei),
- uno di clima atlantico (nel bacino della Garonna),
- e uno di clima mediterraneo (il resto del territorio), nel quale si possono identificare anche delle zone con clima di alta montagna e altre con clima di bassa montagna o collina.

### Protezione della natura

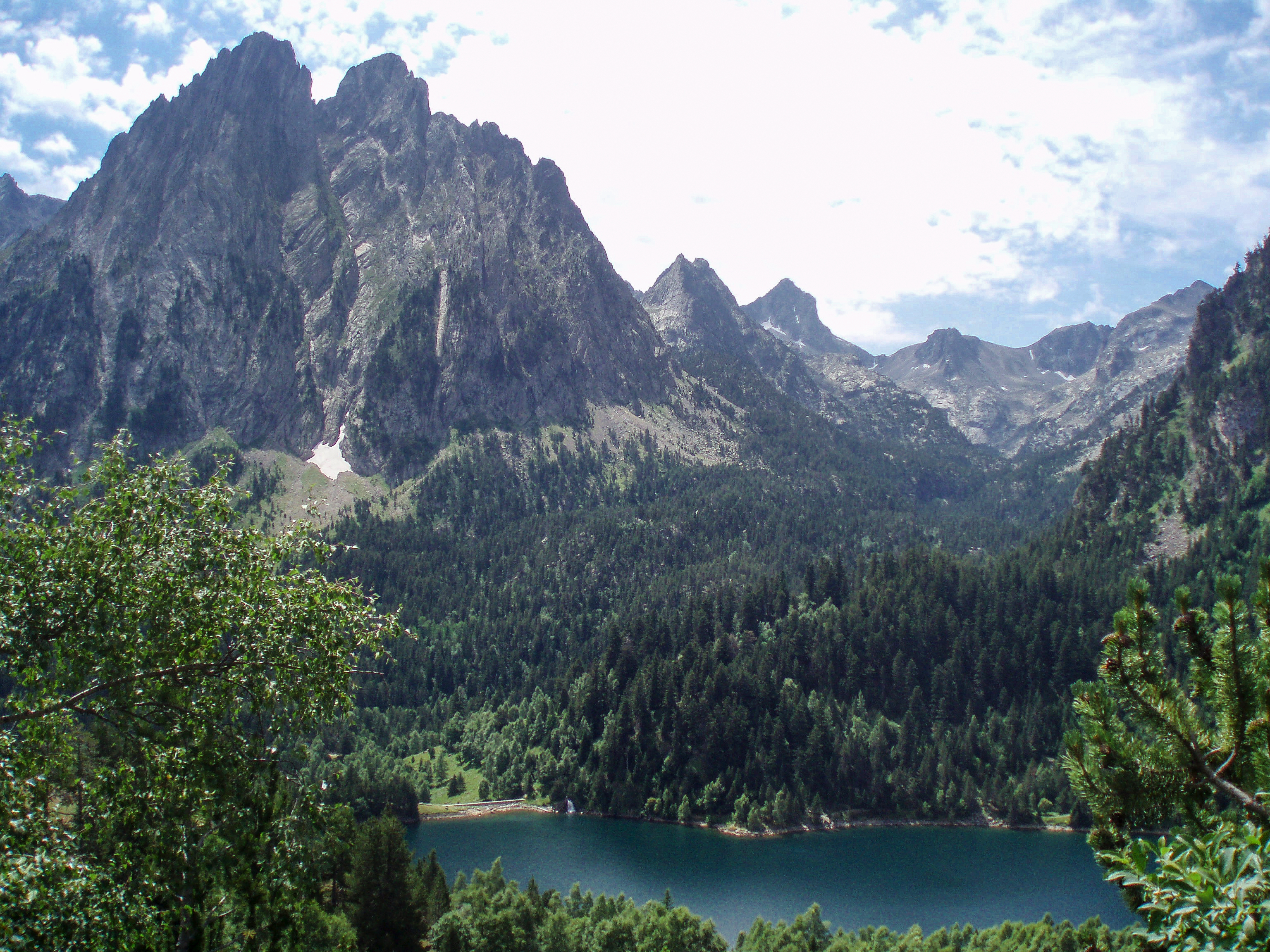
Parco Nazionale di Aigüestortes i Estany de Sant Maurici

Nel 1990 il governo catalano ha creato il Consell de Protecció de la Natura, un organismo consultivo in materia di protezione della natura e del paesaggio, con il proposito di conoscere, studiare, proteggere e gestire l'ambiente naturale catalano.
In Catalogna esistono undici parchi naturali: il Parco Naturale dell'Alto Pireneo, le Paludi dell'Empordà, il Parco Naturale del Cadí-Moixeró, il Cap de Creus, Els Ports (costa di Tortosa e Beseit), il Parco Naturale del Montseny, quello del Montserrat, quello del Sant Llorenç del Munt, la Serra de Montsant e la Zona Vulcanica della Garrotxa. Vi è un parco dello Stato Spagnolo, il Parco nazionale di Aigüestortes i Estany de Sant Maurici, una riserva naturale, il Delta del Llobregat, e una riserva marina, le Illes Medes.

## Economia
La Catalogna è un territorio di tradizione industriale fin dal XIX secolo. Attualmente, l'industria, il turismo e i servizi sono i principali settori economici. La crescita media annua del periodo 1995-2004 in termini reali è stata inferiore alla media spagnola. Nel 2014, l'economia catalana è cresciuta dell'1,4%, la stessa percentuale della media spagnola e superiore alla media europea. Secondo le stesse fonti ufficiali, la Catalogna è al quarto posto nella classifica delle comunità in base al PIL pro capite in parità di potere d'acquisto ed è il maggior contribuente al PIL spagnolo totale (18,7%, 2014).
Il tasso di disoccupazione in Catalogna, alla fine del 2014, era del 19,9%: 20,2 negli uomini e 19,6 nelle donne.
Industria, costruzioni, turismo e servizi sono i principali settori economici della Catalogna.
La Catalogna è la principale destinazione turistica in Spagna: i 16,7 milioni di turisti che ha ricevuto tra gennaio e dicembre 2014 rappresentano il 25,8% degli arrivi totali registrati in Spagna e rappresentano un aumento del 7,2% rispetto a allo stesso periodo dell'anno precedente. Le principali destinazioni turistiche in Catalogna sono la città di Barcellona, le spiagge della Costa Brava Gerona e la Costa Dorada tarraconense (che è anche il parco divertimenti PortAventura Park) e dei Pirenei, dove ci sono 10 stazioni sciistiche: Baqueira-Beret, La Molina, Espot Ski, La Masella, Port Aine, Vall de Núria, Boi Taull, Port del Comte, Rasos de Peguera, Tavascan e Vallter 2000.
L'alloggio è la più grande ragione di indebitamento dei catalani. A questo proposito, va notato che la Catalogna è, dopo Madrid, la seconda comunità della Spagna dove i prezzi delle case sono più elevati: sono pagati in media 3 397 euro al metro quadro, secondo la società di valutazione al 31 dicembre 2005. Per le città, tuttavia, Barcellona è la città più cara della Spagna, con un prezzo medio di 3 700 euro al metro quadrato.
Dal punto di vista finanziario, vale la pena ricordare il grande impianto e la tradizione delle casse di risparmio in Catalogna, ancora più grandi delle banche private. Delle 46 casse di risparmio spagnole, 10 sono catalane. Particolarmente degno di nota è il fondo di risparmio e pensione di Barcellona, noto come "La Caixa", che è la prima banca di risparmio in Europa, e Caixa Catalunya. Per quanto riguarda le banche, la più importante in Catalogna è il Banco Sabadell, il quarto gruppo bancario spagnolo.
La Borsa di Barcellona, che nel 2014 ha negoziato quasi 212 825 milioni di euro, è la seconda più importante in Spagna dopo la Borsa di Madrid.
Da parte sua, la Fiera di Barcellona organizza tutti i tipi di mostre e congressi internazionali in vari settori dell'economia.
La Catalogna è considerata uno dei "quattro motori dell'Europa" insieme a Baden-Württemberg, Lombardia e Alvernia-Rodano-Alpi. Il PIL pro capite a prezzi di mercato della Catalogna nel 2009, era di 26 500 €/abitante, superiore a quello della Spagna (22 800 €/abitante).

## Arte

### Architettura

Sagrada Família, Barcellona

Dal punto di vista artistico la Catalogna seguì uno sviluppo diverso da quello della Spagna, visto che scarsa fu la presenza sia dell'arte visigota, limitata pressoché alla struttura di Terrassa (V-VII secolo), sia di quella mozarabica, ristretta a poche chiese a pianta basilicale ben rappresentate da quelle di Boada e Olèrdola (X-XI secolo).
La fioritura di una vera e propria arte catalana si ebbe con il movimento pre-romanico e romanico, che comunque presentò somiglianze con quello lombardo e marchigiano. La struttura più significativa fu indubbiamente l'abbazia di Ripoll (1030) caratterizzata dalla presenza di cinque navate e ben sette absidi. Cinque furono le forme tipiche delle chiese romaniche catalane: quella a "T", quella basilicale con colonne, quella a croce inscritta, quella con pilastri cruciformi e infine quella a navata unica.
La produzione gotica fu debitrice dell'influenza francese, anche se si contraddistinse per la ricerca di accorpamento dello spazio interno e della massima fluidità spaziale, come nel caso di Santa Maria del Pino a Barcellona (XV secolo).

### Arti figurative
La posizione geografica della Catalogna ha favorito i contatti con i movimenti artistici italiani e nordeuropei.
Le decorazioni visigote sfociarono parzialmente nelle pitture del periodo carolingio, come evidenziato, tra gli altri, nel battistero di Tarragona (IX secolo). Importante fu la scuola decorativa romanica, dal gusto dapprima orientaleggiante e poi influenzata dalle scuole lombarde e francesi, degnamente rappresentata dal ciclo di affreschi presenti nella chiesa di S.Climent de Tahull (1123).
Nei secoli immediatamente successivi, accanto allo sviluppo delle miniature, si diffuse il gusto pittorico senese, avvertibile già in Ferrer Bassa (1285-1348) e in Lorenzo Zaragoza aperto anche alle influenze gotiche nordiche. Con Jaume Huguet (1414-1492) si avviò al tramonto la secolare scuola pittorica catalana, proprio nel momento in cui la Castiglia, l'Andalusia e la Spagna orientale iniziarono a gettare le basi della grande scuola spagnola della seconda metà del Cinquecento.

## Letteratura
La letteratura in lingua catalana ebbe due periodi di fioritura: il primo coincise con la carriera di Ramon Llull (1235-1315) ai tempi della poesia trobadorica. Llull scrisse trattati filosofici, di mistica, composizione elegiache e romanzi allegorici. Il secondo momento rigoglioso corrispose alle opere del cosiddetto Petrarca catalano, ossia Ausiàs March (1397-1459), che influenzò notevolmente anche il Rinascimento castigliano. La decadenza politica catalana unita alla espansione della cultura castigliana provocò quasi tre secoli di aridità letteraria, che solo verso la fine del Settecento venne interrotta dalla rinascenza catalana. Nell'Ottocento si annoverarono l'Ode alla Patria scritta nel 1833 da Bonaventura Carles Aribau (1798-1862) e le liriche di Rubió i Ors (1818-1899) che diedero l'inizio al Romanticismo catalano.
La letteratura catalana moderna si sviluppò sulla scia del naturalismo europeo, contribuendo con Joan Maragall (1860-1911) anche al rinnovamento della lingua catalana. Dopo le tendenze simboliste, parnassiane l'evoluzione della letteratura autonoma catalana subì una brusca frenata a causa della dittatura franchista che proibì l'uso della stessa lingua catalana. Quindi una seconda rinascenza si ebbe solo verso gli anni Sessanta, quando vennero concesse maggiori libertà espressive ai catalani.
A partire dagli anni Ottanta del XX secolo, con il ripristino della democrazia, il catalano cominciò a sperimentare un progressivo consolidamento, rafforzato tra l'altro dal modello scolastico voluto dalla Generalitat (a tutt'oggi, in tutta l'istruzione pubblica, dalla scuola primaria all'università, la lingua veicolare dell'insegnamento è il catalano, anche se - ovviamente - vi è una presenza massiccia anche della disciplina della Lingua Spagnola come materia di studio). La presenza maggioritaria di una popolazione di madrelingua spagnola a Barcellona, tuttavia, effetto delle ondate di immigrazione, rende di fatto impensabile un uso universale del catalano, soprattutto nel capoluogo.

## Società

### Tradizioni e folclore

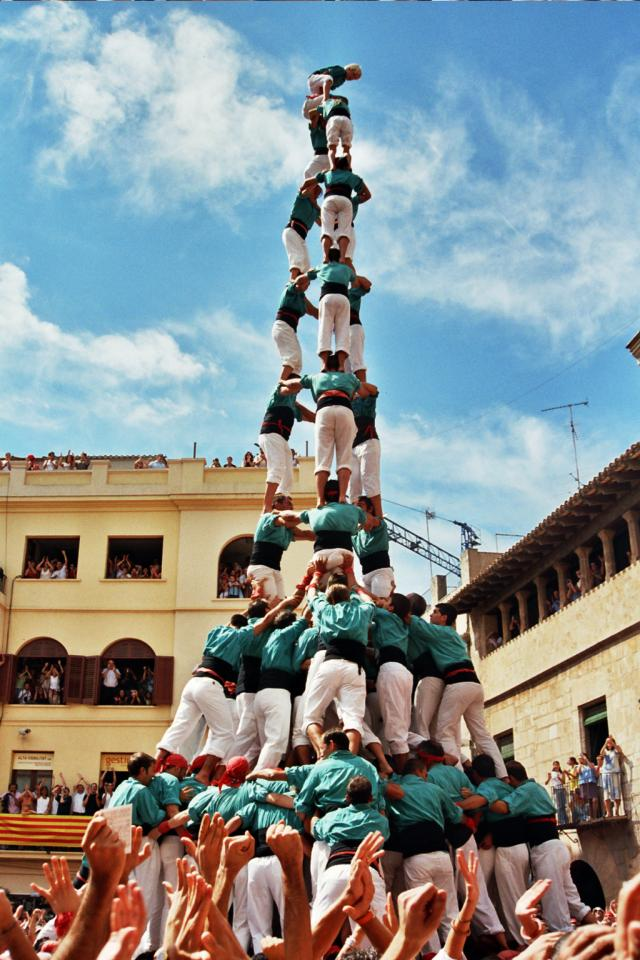
Castell, Vilafranca del Penedès

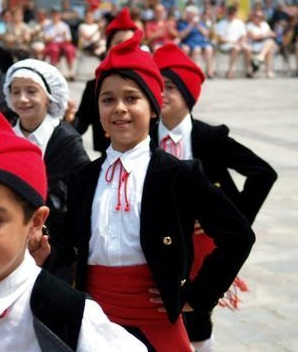
Costume tipico dell'area catalana con il caratteristico berretto rosso

I festival e le tradizioni della Catalogna uniscono la società catalana, e aiutano a darle il suo carattere particolare. Tra gli eventi più impressionanti troviamo i correfocs, nei quali i "diavoli" giocano con il fuoco e con la gente. Questi diavoli non sono l'incarnazione del male; sono vivaci e festosi, ballano al suono dei tamburelli e del tradizionale oboe, mentre preparano i loro fuochi d'artificio.
Ma forse le più spettacolari delle feste catalane sono quelle dei colles castelleres, gruppi di entusiasti che formano impressionanti torri umane (fino a undici strati). Questa è una vecchia tradizione della regione di Tarragona, che si è ora diffusa in molte parti della Catalogna, ed è diventata un vero spettacolo, o sport, che attrae migliaia di catalani. Tra le altre feste importanti citiamo il carnevale di Vilanova i la Geltrú e il Patum di Berga.
Quindi, c'è la musica molto speciale delle "cobles", le bande di fiati che suonano le sardanes. La sardana è una danza popolare che si balla in cerchio che ha origine nella regione di Empordà (nella parte nord, tra Pirenei e Mediterraneo), e viene oggi ballata in molte strade e piazze. Chiunque vi si può unire.
Come in altri contesti esiste la tradizione di Babbo Natale, in Catalogna è molto popolare la figura di Tió de Nadal, mentre in un angolo riposto del presepe trova posto il caratteristico caganer.
L'inno nazionale della Catalogna è Els segadors (I mietitori).
La Festa nazionale è l'11 settembre, data della sconfitta (nel 1714) e resa di Barcellona all'esercito franco-castigliano di Filippo V di Spagna.

## Politica

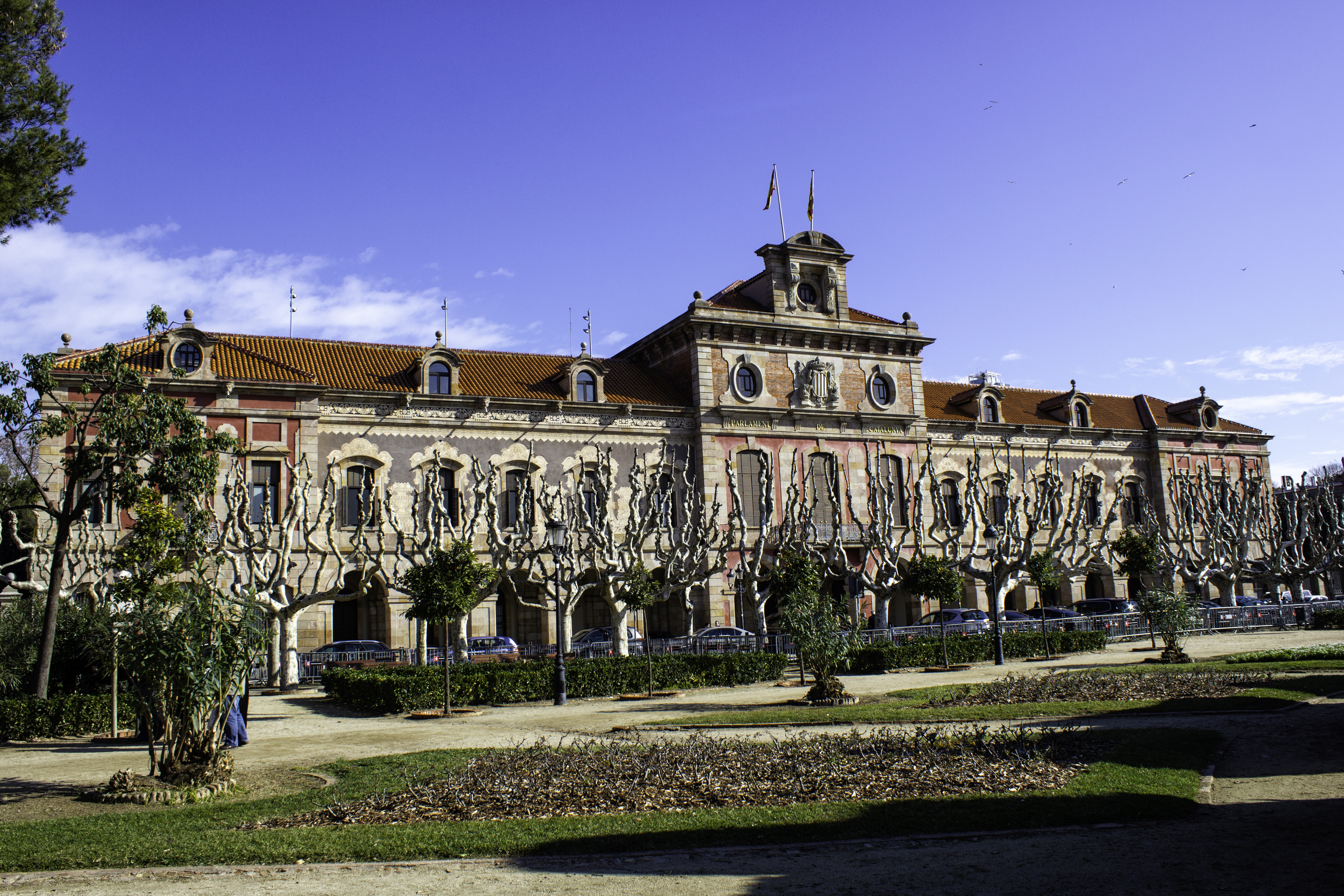
Parlamento della Catalogna, Parco della Cittadella

La regione gode di un'autonomia abbastanza estesa nell'ambito dello Stato Spagnolo: per esempio, ha la sua forza di polizia (Mossos d'Esquadra), che coesiste con la Guardia Civil e la Policía Nacional, dirette dal governo centrale. L'autonomia della nazionalità catalana è stata rafforzata con il nuovo Statuto approvato in referendum dai catalani il 18 giugno 2006 e entrato in vigore il 9 agosto 2006. Questo nuovo Statuto, che andava a sostituire quello anteriore in vigore dal 1979, ha subito successivamente nel 2010 delle sostanziali modifiche da parte del Tribunale costituzionale spagnolo su iniziativa del Partito Popolare guidato da Rajoy che vedeva nel nuovo statuto una minaccia all'unità del regno di Spagna. Il Tribunale Costituzionale spagnolo dichiarò l'incostituzionalità di diversi articoli del nuovo statuto, tra cui quello in cui la Catalogna veniva definita una “nazione” e negando l'uso della lingua catalana come prima lingua nelle amministrazioni catalane e sui mezzi di comunicazione dando avvio ai movimenti indipendentisti degli anni successivi.

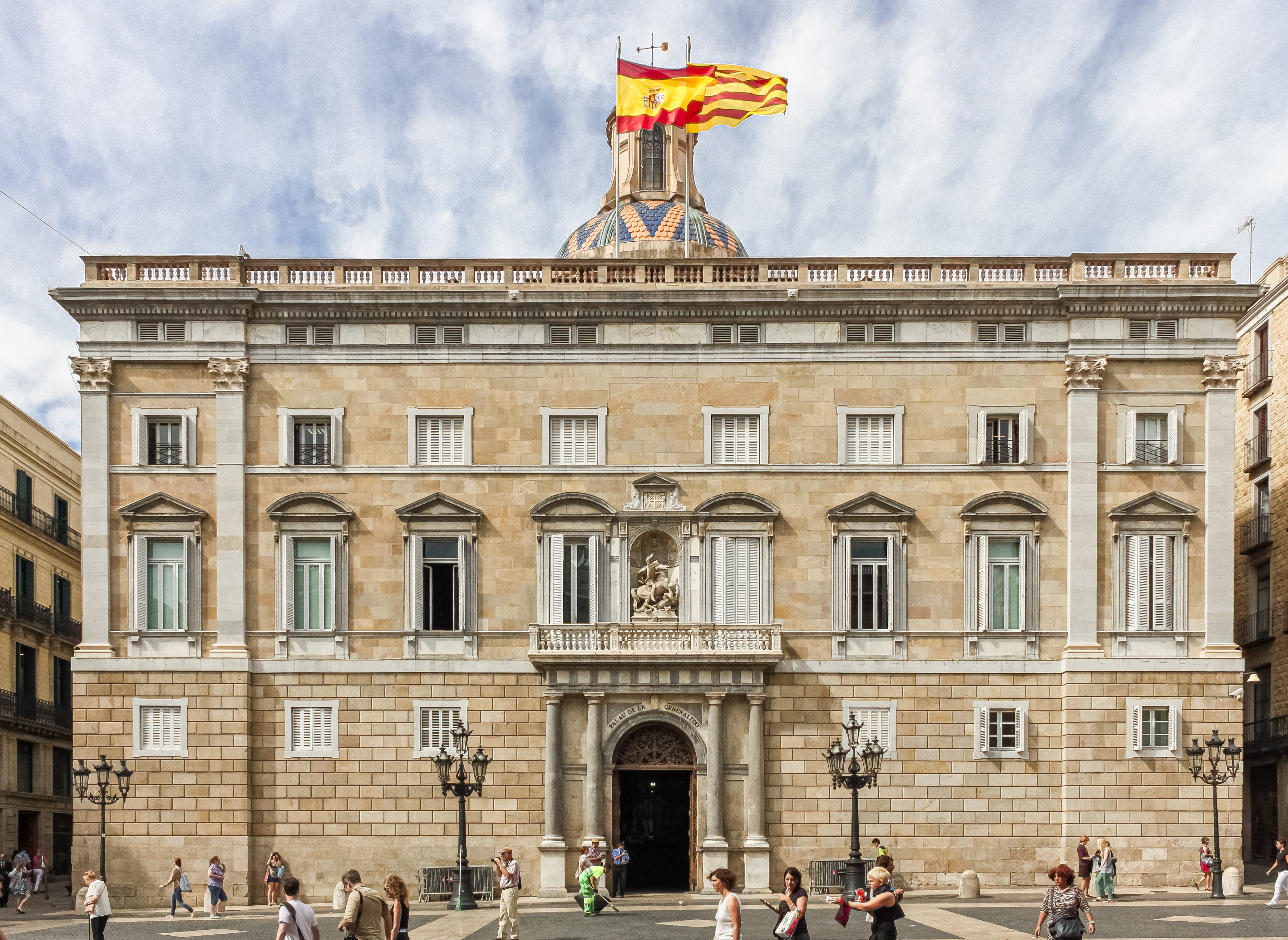
Palazzo della Generalitat de Catalunya, Barcellona. Sede del governo e della presidenza della Catalogna

Contrariamente alle comunità autonome di Navarra e Paesi Baschi, però, la Catalogna manca di un sistema fiscale autonomo: il sostentamento economico dell'amministrazione regionale è regolato completamente dal bilancio del governo spagnolo, al quale afferiscono tutte le imposte raccolte nella Comunità Autonoma e che poi ne destina una parte alla Generalitat catalana.
La divisione amministrativa comprende quattro province: Barcellona, Gerona, Lleida, Tarragona.
Dopo la morte del dittatore Francisco Franco e la transizione verso un regime democratico, nel 1980 salì al potere il leader nazionalista catalano cattolico Jordi Pujol, che con la sua coalizione politica, Convergenza e Unione (Convergència i Unió o CiU), mantenne il potere per ben ventitré anni.
Nonostante il suo retroterra indipendentista e antifascista, tuttavia, Jordi Pujol tese a diventare sempre più conservatore, tanto che arrivò a dare appoggio parlamentare al governo del Partito Popolare di José María Aznar a Madrid. Molti catalani si dimostrarono sempre più insoddisfatti del governo di Pujol, in particolare quelli che si riconoscevano nella Sinistra Repubblicana di Catalogna (Esquerra Republicana de Catalunya, ERC). Allo stesso tempo, anche il Partito dei Socialisti di Catalogna (Partit dels Socialistes de Catalunya, PSC-PSOE), basato nella area industriale attorno a Barcellona, si rafforzò.
Una particolarità della situazione politica in Catalogna è il fatto che - tra gli anni Cinquanta e gli anni Novanta del XX secolo - il capoluogo Barcellona, attraendo immigrati dall'Andalusia prima e dall'America Latina poi, divenne rapidamente una città con maggioranza di lingua spagnola, soprattutto nelle zone abitate dalla classe operaia. Le regioni rurali, invece, così come gran parte della borghesia e degli intellettuali, sono rimasti solidamente di lingua catalana. Il Partito Socialista Catalano divenne così il partito di coloro che non credevano di ricevere benefici dal predominio di una classe media nazionalista catalana su Barcellona. La proposta politica socialista, comunque, ha cominciato ad attraversare un momento di crisi anche in Catalogna negli ultimi anni (2010-2012), e ciò ha coinciso con un certo spostamento dei voto degli spagnoli non catalani in Catalogna (ormai anche molti pensionati) verso la destra nazionalista spagnola e anticatalana del Partito Popolare.
Alle elezioni regionali tenutesi il 16 novembre 2003, nelle quali Jordi Pujol rinunciò a candidarsi, i partiti coalizzati della sinistra sconfissero CiU per la prima volta, e Pasqual Maragall i Mira divenne Presidente della Generalitat. I Socialisti di Maragall, comunque, persero dei seggi: il grande vincitore fu la ERC, fermo sostenitore di una piena indipendenza catalana, e i Verdi. Mentre il PSC mantenne il posto di Presidente della Generalitat (Maragall), l'ERC nominò il "conseller primer" (primo consigliere), Bargalló. Il governo di Maragall fu quindi una scomoda alleanza tra PSC ed ERC, poiché l'ERC favoriva politiche più di sinistra e il progresso verso l'indipendenza catalana, in contrapposizione con le idee politiche del PSC, il governo cadde con un anno di anticipo per divergenze tra socialisti e repubblicani sulla forma del nuovo Statuto autonomo.
Le elezioni si tennero di nuovo a fine 2006 (1º novembre). Questo appuntamento vide un'astensione record: poco più del 56% dei catalani si recò alle urne. I risultati premiarono con una lieve crescita CiU, diventato primo partito (31,5%) con 11 seggi in più del PSC; i socialisti a loro volta non riuscirono a invertire il decennale trend negativo che li vedeva perdere l'11% dei voti dal 1999 - in termini assoluti ben 400 000 suffragi. Nelle ore immediatamente successive al voto era Artur Mas, leader del partito vincitore CiU, la persona che tutti accreditavano come nuovo presidente della Generalitat, ma fu José Montilla, capo del PSC, a ottenere l'incarico. Anche se sconfitti i socialisti infatti riuscirono a costruire una nuova alleanza con le forze di sinistra di ERC (in leggera flessione rispetto al 2003) e ICV-EUiA (un partito al contrario in ottima salute). PSC, ERC e ICV-EUiA insieme infatti raccoglievano 70 seggi, e avevano la maggioranza assoluta al Parlament per tre voti. CiU reagì annunciando il ritiro di ogni appoggio al governo nazionale socialista di Zapatero, e votando contro la fiducia a Montilla insieme ai popolari e al movimento Ciutadans-Partit de la Ciutadania. Il nuovo governo della Generalitat iniziò la sua attività il 25 novembre sulla base della promessa di Montilla di "dare priorità alle politiche sociali rispetto a quelle identitarie".
Nel 2010, tuttavia, CiU è ritornata al governo ed è diventato presidente della Generalitat il suo leader, Artur Mas. Alle successive elezioni del 2015, quasi tutte le forze politiche favorevoli all'indipendentismo formarono una lista unica, Junts pel Sí (Insieme per il Sì), composta da CDC, ERC, Demòcrates de Catalunya e Movimento delle Sinistre, a cui si affiancò la lista dei separatisti radicali di CUP, con l'obiettivo di avviare il processo di indipendenza nel caso la coalizione avesse ottenuto la maggioranza assoluta sia dei seggi che dei voti nella regione. Mentre le due liste insieme riuscirono a ottenere la maggioranza assoluta dei seggi nel Parlamento catalano (72 su 135), non ottennero quella dei votanti, dato che la somma dei voti delle due liste separatiste si fermò al 47,9%. Il nuovo presidente della Generalitat divenne Carles Puigdemont, che nel 2017, contrariamente a quanto promesso in sede elettorale, annunciò che si sarebbe comunque tenuto un "referendum vincolante" sull'indipendenza della Catalogna, fissato per il 1º ottobre 2017, nonostante la netta opposizione del governo nazionale di Madrid che ritiene tale consultazione illegale in quanto non ammessa dalla Costituzione spagnola. Il 7 settembre 2017 la Corte Costituzionale spagnola ha sospeso il decreto di convocazione del referendum, a seguito della presentazione del ricorso da parte del governo spagnolo.

### Partiti
Elenco dei partiti che fanno o hanno fatto parte del Parlamento della Catalogna:
- Partito dei Socialisti di Catalogna - (Partit dels Socialistes de Catalunya, PSC-PSOE)
- Junts per Catalunya (partito politico) (Junts per Catalunya, JxCat)
- Sinistra Repubblicana di Catalogna (Esquerra Republicana de Catalunya, ERC)
- Partito Popolare (Partit Popular, PP)
- Iniziativa per la Catalogna Verdi (Iniciativa per Catalunya Verds) e Sinistra Unita e Alternativa (Esquerra Unida i Alternativa)
- Candidatura di Unità Popolare (Candidatura d'Unitat Popular)
- Podemos (Catalunya Sì Que Es Pot)

## Patrimoni dell'umanità dell'UNESCO in Catalogna
- Opere di Antoni Gaudí
- Monastero di Santa Maria di Poblet, Vimbodí i Poblet
- Complesso archeologico di Tarraco, Tarragona
- Chiese romaniche catalane della Vall de Boí
- Palau de la Música Catalana e Hospital de la Santa Creu i Sant Pau, Barcellona
- Arte rupestre del bacino del Mediterraneo nella penisola iberica.

## Amministrazione
Il governo, o Giunta, è l'organo esecutivo della Comunità autonoma (diretto da un Presidente), mentre un parlamento autonomo legifera nelle materie trasferite dal governo centrale a quello regionale.

### Suddivisioni amministrative
La Catalogna è divisa in quattro province (Barcelona, Gerona, Lleida e Tarragona); le stesse sono suddivise rispettivamente in 11, 8, 12 e 10 comarche.

### Gemellaggi
- Nuevo León, Messico[44][45][46]
- California, Stati Uniti[47]
- Quebec, Canada